# Liberaal-Democratische Partij (Roemenië)
De Liberaal-Democratische Partij (Roemeens: Partidul Liberal Democrat), was een Roemeense politieke partij.
De PLD werd in december 2006 - onder de naam Liberaal Platform (Platforma Liberală) - opgericht als afsplitsing van de Nationaal-Liberale Partij (PNL). Voorzitter van de PLD was Theodor Stolojan, ex-premier van Roemenië en oud-voorzitter van de PNL. Andere oud-PNL prominenten die tot de PLD waren toegetreden zijn: Gheorghe Flutur, Mona Muscă en Valeriu Stoica. De voornaamste reden tot de oprichting van de PLD was de slechte relatie tussen coalitiepartijen PNL en de Democratische Partij (die ook samen de Alliantie van Recht en Waarheid vormen), maar ook onvrede over het leiderschap van Călin Popescu-Tăriceanu over de PNL.
De PLD stond een klassiek liberalisme voor en nauwe samenwerking met de Democratische Partij.
Nadat de PLD bij de gemeenteraadsverkiezingen 8% van de stemmen haalde besloot men in 2007 tot fusie met de Democratische Partij en gingen ze samen verder als PD-L.